# Esperanto-Verband im Kulturbund der DDR
Der Esperanto-Verband im Kulturbund der DDR, ab 12. Mai 1991 Esperanto-Verband der DDR im Kulturbund e.V. (Esperanto-Asocio de GDR, GDREA) wurde während der 3. Zentralen Konferenz der Esperantisten der DDR vom 22. bis 24. Mai 1981 in Karl-Marx-Stadt (heute Chemnitz) gegründet. De facto entstand der Verband bereits nach Gründung des Zentralen Arbeitskreises Esperanto im Deutschen Kulturbund (ZAKE, Centra Laborrondo Esperanto en Germana Kulturligo, CLE) am 31. März 1965 und der Bildung der Bezirksarbeitskreise Esperanto (BAKE, Distrikta Laborrondo Esperanto, DLE) und Esperanto-Gruppen in den Kreisen bzw. Städten und Stadtbezirken, wobei der ZAKE als Zentralvorstand und die BAKE als Bezirksvorstände tätig wurden.
1976 trat der Arbeitskreis dem Esperanto-Weltbund als Anschlussmitglied bei.
Nach der deutschen Wiedervereinigung vereinigte sich der Verband 1991 auf dem Deutschen Esperanto-Kongress in München mit dem Deutschen Esperanto-Bund. Bibliothek und Archiv sind ins Bundesarchiv (SAPMO) übergegangen.
Langjähriger Sekretär des Verbandes war der Sprachwissenschaftler Detlev Blanke. Zu den Vorsitzenden gehörte der Diplomat Rudi Graetz.
Der Verband (vorher der ZAKE) gab von 1965 bis 1990 die Verbandszeitschrift Der Esperantist (Eigenschreibweise: der esperantist) heraus, 1990–1991 dann den Cirkulero de GDREA (GDREA-Rundbrief).
Von 1949 bis 1961 waren Esperanto-Vereinigungen in der DDR verboten, die Esperantisten durften zwar Esperanto sprechen, aber Zusammenkünfte oder der Bezug ausländischer Publikationen waren bereits in einer Grauzone und erregten die Aufmerksamkeit des staatlichen Repressionsapparates.

## Geschichte

### Vorgeschichte bis 1965
Nach den Jahren des Verbots von Esperanto-Unterricht (1935) und Esperanto-Organisationen (1936) in Nazi-Deutschland bildeten nach 1945 auch in der Sowjetischen Besatzungszone Deutschlands Esperanto-Sprecher wieder Gruppen und organisierten Esperanto-Kurse. In Reichenbach beispielsweise gründete Erich Würker (1903–1989), der Leiter einer Textilfabrik die 1936 verbotene Esperanto-Gruppe im August 1946 mit Erlaubnis des russischen Stadtkommandanten im Rahmen des Kulturbundes für die demokratische Erneuerung Deutschlands wieder neu. Der Neulehrer Ludwig Schödl (1909–1997) unterrichtete in Großzerlang schon 1945 Esperanto in der kleinen Dorfschule und setzte das in Linow und Neuruppin dann fort. Im Ostberliner Bezirk Weißensee erschien Esperanto 1947 im Programm der Volkshochschule.
Es gab auch weitergehende Organisationsformen. Am 29. September 1946 gründeten in Dresden-Neustadt Esperanto-Sprecher aus 38 Städten die „Arbeitsgemeinschaft Deutscher Esperantisten in der Sowjetzone – AES“. 1949 wurde per Dekret ein Esperanto-Organisations- und Publikationsverbot in der SBZ verkündet, das in der DDR bis 1961 weitergalt: In den „Ausführungsbestimmungen zur Verordnung zur Überführung von Volkskunstgruppen und volksbildenden Vereinen in die bestehenden Massenorganisationen“ vom 12. Januar 1949 bestimmten die Deutsche Verwaltung des Innern und die Deutsche Verwaltung für Volksbildung: „7. Kunstsprachengruppen sind aufzulösen. 8. Ido- und Esperantosprachecken in den Zeitungen und Zeitschriften sind unverzüglich aufzuheben.“
Ungeachtet des Verbots gab es weiter Treffen, Kurse und das Bemühen, bei offiziellen Stellen eine Aufhebung des Verbots zu erreichen. Darum bemühten sich zum Beispiel Ludwig Schödl (Neuruppin) und Karl Maier (Berlin), Erich Würker (Reichenbach), Georg Sörgel, (Quedlinburg), Paul Glöckner (Pirna), Curt Kessler, Walter Ranft (Dresden), Alois Jauernig und Johann Haupt (Neinstedt im Harz).
Ein Schreiben Ludwig Schödls an die SED-Tageszeitung Neues Deutschland vom 9. Juli 1949, in dem er auf den Artikel „Sprachwissenschaft mitten im Leben“ reagierte, wurde am 1. August vom Zentralsekretariat der SED – Kultur und Erziehung beantwortet: „Ihr Schreiben beweist, dass die Deutsche Verwaltung des Innern sich mit vollem Recht bei ihrem Verbot der Kunstsprachzirkel vor allem von politischen Erwägungen hat leiten lassen, und dass sie gut daran tat, die Meinung sogenannter Esperanto-Fachleute außer Acht zu lassen.“
Der Generalstaatsanwalt der DDR wies die Beschwerde von Walter Ranft, Radebeul, 1955 mit der Begründung zurück: „Diese gesetzlichen Bestimmungen widersprechen nicht der Verfassung, da die Erlernung von Kunstsprachen keinerlei kulturellen oder volksbildenden Charakter hat. Kunstsprachen stellen keine nationale Sprache dar und haben deshalb entsprechend der Lehre des unvergesslichen J. W. Stalin über Fragen des Marxismus in der Sprachwissenschaft keine wissenschaftliche oder kulturelle Grundlage, da sie weder einen lexikalischen Grundbestand noch eine eigene Grammatik besitzen.“
Marie Torhorst, Abteilungsleiterin im Ministerium für Volksbildung schlägt 1956 in ihrer Stellungnahme im Leuna-Echo zu der Frage, welche Möglichkeiten es in der DDR gebe, Esperanto zu erlernen, einen neuen Ton an: „Nach sorgfältiger Überprüfung der von ihnen gestellten Fragen teilen wir Ihnen mit, dass wir der Abhaltung von Esperanto-Kursen nicht zustimmen können.“ Sie erklärte weiter, dass man den Fremdsprachenunterricht in Russisch, Englisch und Französisch verstärken wolle, um den wachsenden Anforderungen an den internationalen Verkehr zu entsprechen und behauptete, dass „jahrzehntelange Erfahrungen“ gelehrt hätten, dass „Esperanto…für solche Zwecke offenbar nicht geeignet ist“, fügte aber hinzu: „Im Rahmen der Friedensbewegung allerdings können auch in der DDR die am Studium und am Gebrauch von Esperanto Interessierten Esperanto erlernen und mit Esperanto-Anhängern im Ausland korrespondieren..“
Diese Möglichkeit, unter dem Dach des Deutschen Friedensrates Esperanto zu unterrichten und zu propagieren, praktizierte Ludwig Schödl, der frühere Arbeiteresperantist und seit 1953 Direktor der Schule des Friedens in Neuruppin. Darüber hinaus vermittelte er in Absprache mit dem Chefredakteur Asen Grigorov (1903–1985) etwa 800 Abonnements der bulgarischen Esperanto-Zeitschrift Nuntempa Bulgario (Bulgarien heute) in der DDR, was zur Vernetzung der sich formierenden Esperanto-Sprachgemeinschaft in der DDR beitrug ebenso wie die etwa 300 Abonnements der chinesischen Esperanto-Zeitschrift El Popola Ĉinio (Aus Volkschina), die Karl Maier (1901–2000) vermittelte, während die Post den Vertrieb mit dem Hinweis auf das Verbot ablehnte.
Schödl erlebte, wie auch andere, Hausdurchsuchung durch die Polizei und Besuche der Staatssicherheit, die ihm seine illegale Tätigkeit untersagten, was ihn nicht hinderte, weiterzumachen.
Curt Kessler (Dresden), der regelmäßig einen vervielfältigten Info-Brief mit Neuigkeiten versandte, berichtete, dass auch andere diese Möglichkeit nun nutzen, es aber weitergehende Forderungen nach Zulassung einer Esperanto-Organisation gibt, um Lehrbücher, Wörterbücher, ein Mitteilungsblatt und anderes drucken zu lassen.

Otto Bucklitsch aus Leuna charakterisiert 1958 die Situation treffend: 
„Esperanto ist nicht verboten und ist nicht erlaubt. Das ermöglicht Willkür und Intrigen“.
Als Erfolg wurde empfunden, dass am Esperanto-Weltkongress in Warschau 1959 eine zehn-köpfige offizielle Delegation von DDR-Esperantisten, entsandt vom Deutschen Friedensrat, teilnahm und dass 1960 eine DDR-Ausgabe des PACO, redigiert von Karl Maier und Ludwig Schödl, erscheinen konnte.
Im März 1960 lud Georg Sörgel (1911–1961), Nationalpreisträger in Quedlinburg zur Zusammenkunft einer „Informgrupo pri Esperanto en GDR“ (Informelle Gruppe zum Esperanto in der DDR) ein. Er hatte dem Ministerium für Volksbildung den Vorschlag gemacht, das Esperanto im Rahmen des Kulturbundes zuzulassen.
In den 1960er Jahren hatte sich die Struktur des Deutschen Friedensrates verändert. Er verlor den Charakter einer Massenorganisation. Der Deutsche Kulturbund erschien mit seiner Organisationsstruktur nun tauglicher als Dach für eine Esperanto-Betätigung.
Kurz nach Beginn des Mauerbaus in Berlin startete die SED einen Versuch, sich des lästigen Esperanto-Problems endgültig zu entledigen. Durch einen Beschluss vom 17.08.1961 lt. Gesetzblatt Teil II Nr. 64 vom 15.09.1961 wurde die Verbotsverordnung von 1949 für gegenstandslos erklärt. Da dieser Beschluss vielfach als Aufhebung des Verbotes verstanden wurde und unerwünschte Aktivitäten innerhalb der Esperanto-Anhänger der DDR auslöste, sah sich der Minister für Kultur der DDR genötigt, über eine Mitteilung vom 15.12.1961 darauf hinzuweisen, dass mit dem Beschluss vom 17.08.1961 keineswegs eine Erlaubnis zur Neugründung von Vereinen erteilt worden wäre.  Das Verbot hatte weiterhin Bestand. Siehe auch "Esperanto in der DDR", 2. Aufl. von Hartwig Wischendorf, ISBN 9783756850709.
De facto änderte sich wenig. Eine Ostberliner Esperanto-Gruppe, die sich 1960 bis 1963 in Köpenick traf, musste für jede einzelne Veranstaltung eine polizeiliche Genehmigung einholen.
Erst die Gründung des Zentralen Arbeitskreises Esperanto im Deutschen Kulturbund (ZAKE) im März 1965 schuf die organisatorische Grundlage für eine legale Esperanto-Betätigung in der DDR.
Der Kulturbund hatte bis zum September 1964 alle Versuche abgewehrt, den Esperanto-Freunden den Rahmen für eine Neuorganisation zu bieten. Noch im August 1964 schrieb Bundessekretär Gerhard Henniger an alle 1. Bezirkssekretäre: „(Wir) möchten darauf hinweisen, dass das Bundessekretariat des Deutschen Kulturbundes eine organisatorische Zusammenfassung von Esperanto-Freunden (…) weder innerhalb des Deutschen Kulturbundes noch außerhalb des Kulturbundes in anderen Einrichtungen für notwendig hält.“
Doch die SED-Führung war inzwischen zu einer anderen Einschätzung gekommen. Vor dem Hintergrund u. a., „dass in der Sowjetunion, in Polen, in Ungarn und in Bulgarien bereits Mitte der 1960er Jahre Esperanto-Verbände bestanden, die mit Ausnahme der SU auch kollektive Mitglieder des Esperanto-Weltbundes UEA waren“, unterbreitete „die Kulturabteilung des ZK der SED dem Kulturbund den „Vorschlag“ (…), eine „Gesellschaft für Esperanto-Freunde“ zu bilden“. Ungeachtet weiterer Einsprüche seitens des Kulturbundes beschloss das Büro des Politbüros der SED in seiner Sitzung vom 16. Dezember 1964 die Bildung eines zentralen Arbeitskreises für Esperanto mit folgenden Aufgaben: Nutzung von Esperanto für Auslandspropaganda d. h zur Darstellung der Erfolge der DDR, Zusammenarbeit auf gleichberechtigter Grundlage in internationalen Esperantovereinigungen, Bildung von Bezirksarbeitsgemeinschaften, Herausgabe eines Mitteilungsblattes, Abgrenzung des Arbeitskreises gegen „unberechtigte und falsche“ Forderungen wie Esperanto als Unterrichts- oder Studienfach.
Das Präsidium des Kulturbundes fasste dann im Februar 1965 den Beschluss, einen zentralen Arbeitskreis Esperanto zu bilden.

### Der Zentrale Arbeitskreis Esperanto 1965–1981 – Leitungsgremium und De-fakto-Verband
Die Esperantisten in der DDR nutzten den durch ihre Beharrlichkeit und die Erfolge der Esperanto-Bewegung in anderen osteuropäischen Staaten gewonnenen Freiraum.

Der Historiker Ulrich Lins meint dazu: 
„Die allmähliche Wiedergeburt der Esperanto-Bewegung in Osteuropa, einschließlich der Sowjetunion, ist eines der interessantesten Kapitel in der Geschichte des Esperanto. Sie ist ein Musterbeispiel für Zielstrebigkeit, antiautoritäres Durchhaltevermögen und kluge, geschickte Tätigkeit an der Basis.“
Knapp ein Jahr nach der Gründung des ZAKE im März 1965 waren in 10 Bezirken der DDR Bezirksarbeitskreise entstanden. In 56 Städten gab es 90 Zirkel für Anfänger, Fortgeschrittene, Konversation bzw. Korrespondenz. Insgesamt zählte man 1200 Esperantofreunde. 1972 war von ca. 2000 Esperantofreunden im Kulturbund die Rede. und 1976 gab es in allen DDR-Bezirken Bezirksarbeitskreise und Esperanto-Gruppen bzw. Zirkel, in denen die Sprache gelernt wurde. Allerdings war die Zahl der Mitglieder bis 1975 auf 1100 zurückgegangen, da viele ältere Mitglieder verstarben. Bis 1981 wurde wieder die Zahl von ca. 1500 Mitgliedern erreicht.
Offizielle Grundlage für die Tätigkeit der Esperantisten war eine Richtlinie, beschlossen vom ZAKE 1965. 1972 und 1981 wurde sie veränderten Bedingungen angepasst und als Leitsätze auf Konferenzen der DDR-Esperantisten beschlossen (Siehe Abschnitt Grundsatzdokumente).
Der ZAKE sah es damals als seine Aufgabe an, u. a. Kontakte mit Esperantisten in den „sozialistischen Ländern“ und mit „fortschrittlichen“ Esperantisten des Westens im Geiste des Friedens und der Völkerverständigung herzustellen sowie die „westdeutsche Revanche-Politik“ zu demaskieren. Als vordringliche praktische Aufgabe wurde genannt die Bildung von Esperanto-Arbeitskreisen und -gruppen und die Pflege der Esperantosprache in Zirkeln für Anfänger und Fortgeschrittene, die der Konversation und Weiterbildung dienen.
Beides bestimmte den Inhalt der Publikationen, die der ZAKE herausgab bzw. deren Herausgabe er initiierte.
Die Tradition der Arbeiter-Esperantisten der Zeit vor 1933 wurde besonders betont, da die DDR insgesamt sich vor allem auf die Traditionen der deutschen Arbeiterbewegung berief. Führende frühere Arbeiteresperantisten spielten im ZAKE und den BAKE eine wichtige Rolle. Rudi Graetz, der ZAKE-Vorsitzende war 1930–1933 Vorsitzender der Bezirksorganisation Mecklenburg des Deutschen Arbeiter-Esperanto-Bundes und Willy Vildebrand, der stellv. Vorsitzende war 1930–1933 Vorsitzender des DAEB. Auch die ZAKE-Mitglieder Helmut Fuchs, Rudolf Hahbohm, Otto Bäßler, Ludwig Schödl, Erwin Schleusener und Wilhelm Zimmermann gehörten dem DAEB an. Zur Geschichte des DAEB erschienen zahlreiche Artikel und Schriften, und ab 1978 fand alljährlich ein LEA-Treffen statt (1978 in Berlin).
Die Verbandszeitschrift Der Esperantist erschien ab September/Oktober 1965 mit Informationen aus dem Verbandsleben und der internationalen Esperanto-Bewegung, politischen Beiträgen und sprachlichen Materialien. In den folgenden Heften erschienen auch Beiträge zur Geschichte des Esperanto, zu Literatur und Sprache und zur Esperantobewegung, Gedichte, Lieder, Literarisches, Hinweise auf Bücher in Esperanto, Reise- und Erinnerungsberichte Esperanto betreffend, Korrespondenzwünsche, Rezensionen und vieles andere.
Als zweite Zeitschrift gab der ZAKE als MEM-Sektion der DDR ab 1966 jährlich eine DDR-Ausgabe der Zeitschrift PACO (Frieden) heraus.
Beide Zeitschriften informierten u. a. über die DDR und ihre Politik. Zu diesem Zweck erschienen auch Esperanto-Publikationen in anderen Verlagen, z. B. das farbig illustrierte Buch. Germana Demokratia Respubliko – bildoj kaj faktoj (Die Deutsche Demokratische Republik – Bilder und Fakten), das im Verlag Zeit im Bild in Dresden in einer Auflage von 20 000 Exemplaren erschien. Auch Filme wurden in Esperanto synchronisiert, so 1969 20 Jahre DDR und später Gestern waren wir noch Kinder in 16 und 35mm.
Der ZAKE sorgte auch für die notwendige Materialien, um die Sprache zu lehren und zu lernen.
Der esperanist druckte in den ersten Heften eine Einführung in das Esperanto mit Grammatik und Wörterverzeichnis mehrmals ab. Alte Bestände des Lehrbuchs von Fritz Hegewald aus dem Jahr 1926 wurden für Kurse zur Verfügung gestellt und gleichzeitig die Herausgabe eines neuen Lehrbuches vorbereitet. Das Lehrbuch von Ludwig Schödl, nach der grammatischen Methode strukturiert, erschien 1967 im Verlag Enzyklopädie Leipzig. Es wurde 1978 durch ein moderneres Lehrbuch von Till Dahlenburg und Peter Liebig aus dem gleichen Verlag abgelöst. Es erschien bis 1990 in 5 Auflagen mit insgesamt 30 000 Exemplaren. Auch die Wörterbücher Esperanto-Deutsch (1967) und Deutsch-Esperanto (1971) von Erich-Dieter Krause erschienen im Enzyklopädie-Verlag in mehreren Auflagen. Zum Lehrbuch von Dahlenburg/Liebig gab der ZAKE 1978 ein Begleitmaterial für Kursleiter und 1979 ein Begleitmaterial für den Selbstunterricht von Till Dahlenburg heraus.
Ein Esperanto-Kurs begann in der deutschsprachigen Tageszeitung Der Morgen am 11. April 1965. Der Kurs von Paul Lindner und die Fortführung der Esperanto-Serie von Peter Levsen (Detlev Blanke) erschien bis 1990.
Einen Nachdruck der Ausführlichen Sprachlehre von Hermann Göhl (1932) veröffentlichte der ZAKE 1973.
1968 fand das erste von vielen meist einwöchigen Esperanto-Zirkelleiter-Seminaren in Oybin statt.
Über die kleineren Veröffentlichungen in den Zeitschriften hinaus erschien nur wenig Belletristik. 1974 gab Edition Leipzig den Roman Nackt unter Wölfen und 1977 den Dreigroschenroman heraus, beide übersetzt von Karl Schulze. Das umfangreiche diesbezügliche Angebot aus Ländern wie Polen, Ungarn, Bulgarien, China, Vietnam war für DDR-Bürger aber zugänglich.
Nun wurde es auch möglich, Esperanto-Zeitschriften und Bücher über Buchhandlungen und die Post zu beziehen. Die Buchhandlung Das Internationale Buch, Unter den Linden bot beispielsweise den Bezug von Nuntempa Bulgario, Hungara Vivo, Ripozo und Homo kaj Kosmo an.
Internationale Beziehungen wurden vorrangig zu den Esperanto-Organisationen und den Esperantisten Polens, Bulgariens, Ungarns Tschechiens, der Slowakei und der Sowjetunion entwickelt. Ab 1971 war der ZAKE bei den Konsultationen der Esperanto-Verbände sozialistischer Staaten (1971 war es die dritte) vertreten.
Lektoren aus Bulgarien (Simeon Hesapchiev), Polen (Andrzej Pettyn), Ungarn (Zsuzsa Barcsay, Éva Farkas-Tatár, József Páva) und der Slowakei (Stano Marček, Anton Zachariáš) traten bei Seminaren in der DDR auf.
Freundschaftsverträge zwischen Esperanto-Gruppen wurden geschlossen und gegenseitige Besuche organisiert. Freundschaftsverträge schloss der ZAKE mit dem Polnischen Esperanto-Verband - PEA am 22. März 1975, mit dem Tschechischen Esperanto-Verband und dem Verband Slowakischer Esperantisten 1978.
Als erste internationale Konferenzen organisierte der junge Verband das Esperanto-Messetreffen 1965 und die Esperanto-Konferenz zur Ostseewoche 1967. Im selben Jahr gab die Deutsche Post den ersten Sonderstempel zu einem Esperanto-Thema heraus. Das umfangreiche Angebot an unterschiedlichen Esperanto-Veranstaltungen in Bulgarien, Ungarn, Polen und der Tschechoslowakei wurde durch DDR-Esperantisten zunehmend genutzt. Die Frühlingstreffen in Mielno (Polen), die Pädagogischen Esperanto-Seminare in Szeged (Ungarn), die Esperanto-Kurse in Pisanica (Bulgarien) und die Touristischen Wochen im Slowakischen Paradies wurden alljährlich Ziele von DDR-Esperantisten. Zu den Veranstaltungen in der DDR, die für ausländische Esperantisten attraktiv waren gehörte ab 1976 das zweiwöchige Internationale Esperanto-Treffen am Krossinsee bei Berlin (IREBIK), bei dem neben dem touristischen Programm Esperanto-Lehrer aus Ungarn, Bulgarien und der Slowakei Esperanto-Kurse anboten.
Bei internationalen Esperanto-Veranstaltungen, beginnend mit der Europäischen Esperanto-Konferenz in Wien im Juli 1965 und dem 51. Esperanto-Weltkongress in Budapest 1966, war der ZAKE mit Delegierten vertreten.
1976 wurde der ZAKE als Verband in den Esperanto-Weltbund aufgenommen. Der ZAKE strebte das schon vorher an. UEA hatte jedoch politische Vorbehalte wegen des Neutralitätsprinzips. Die internationalen Kontakte waren aber, auch im Vergleich mit Ungarn oder Polen, eher gering.
1968 bildete der ZAKE eine (zentrale) Jugendkommission unter Vorsitz von Hans Eichhorn. Zu diesem Zeitpunkt gab es bereits einige Jugendgruppen (z. B. in Berlin, Karl-Marx-Stadt, Dresden). Die Jugendkommission leitete die Jugendarbeit des Verbandes. Sie strebte anfangs entsprechend der offiziellen Linie im Kulturbund die Integration der Jugendlichen in die Aktivitäten der bestehenden Esperanto-Gruppen an. Jugendeigene Treffen wurden favorisiert, aber nicht die Bildung von eigenständigen Jugendgruppen.
Erste jugendspezifische Treffen waren die Internationalen Jugendtreffen in Rabenstein (1. IJT 1970). Sie waren beliebt und ab 1972 Treffen mit Teilnehmern „von beiden Seiten des Eisernen Vorhangs“. Erste länderübergreifende Jugendtreffen waren auch das Dreiländertreffen DDR/CSSR/Polen der Zittauer Gruppe in Seifhennersdorf 1972 und das Deutsch-polnische Jugendtreffen 1972.
1971 war die Jugendkommission als 25. Landessektion in den Weltbund junger Esperantisten (TEJO Tutmonda Esperantista Junulara Organizo) aufgenommen worden. Das Jahr 1973 brachte eine „Wende in der Jugendarbeit“ mit der Gründung eigener Studentengruppen und dem eindeutigen Ja zu eigenen Jugendgruppen. Festgestellt wurde aber nun, dass zwar Hunderte, vielleicht Tausende Jugendliche Esperanto gelernt und auch an Veranstaltungen im Kulturbund teilgenommen hatten, aber nur wenige Verbandsmitglieder wurden. „Anfang der 1970er Jahre schätzte GDREA über 1000 aktive Esperantofreunde außerhalb ihrer eigenen Gruppen. 1973 hatte GDREA 1500 Mitglieder, davon aber nur 100 zahlende Jugendliche.“ 1975–1979 erarbeitete die Jugendkommission ihr eigenes theoretisches Fundament (Strategiepapiere). Unter Leitung von Rita Krips wurde eine eigenständige Jugendarbeit aufgebaut. 1975 wurde in Bad Saarow die Serie der alljährlichen Jugendseminare eröffnet (dann meist in Lychen). Bezirksjugendaktivs wurden gebildet, Bezirksjugendkonferenzen eingeführt und viele Aktivitäten in den Bezirken unterstützt. Ab 1977 wurden die bisherigen Jugendseiten in Der Esperantist abgelöst durch den Junulara Cirkulero (Jugendrundbrief) als Informationsblatt der Esperanto-Junularo de GDR (JGDR – Esperanto-Jugend der DDR).
In den 1970er Jahren entwickelte sich die fachliche und wissenschaftliche Arbeit und gewann ihre Struktur in den Fachgruppen und Kommissionen. Nach der Terminara Komisiono wurde die Fachgruppe Interlinguistik/Esperantologie 1970 als strategisch wichtig begründet, weil sie die Basis schaffen sollte, um verbreiteten Vorurteilen zum Esperanto wissenschaftlich fundiert entgegentreten zu können, die Teilbereiche der Sprachwissenschaft Interlinguistik und Esperantologie zu profilieren und Sprachwissenschaftler für eine systematische wissenschaftliche Arbeit in diesen Bereichen zu gewinnen. Die ab 1979 jährlich in Ahrenshoop stattfindenden Seminare machten vor allem viele Sprachwissenschaftler mit der Interlinguistik und Esperantologie vertraut.
Weitere Fachgruppen: Siehe Abschnitt Fachgruppen von GDREA!

### Der Esperanto-Verband im Kulturbund der DDR 1981–1991
Die Gründung des Verbandes während der 3. Zentralen Konferenz der Esperantisten der DDR in Karl-Marx-Stadt 1981 gab der bereits entstandenen Struktur nicht nur den passenden Namen, sondern bedeutete auch ein größeres Prestige, eine relativ höhere Selbständigkeit im Rahmen des Kulturbundes, der Dachorganisation, zu der hin sich der Kulturbund aus einer Intelligenz- über eine Massenorganisation in einem widersprüchlichen Prozess entwickelt hatte, der auch GDREA beeinflusste. Aus dem Zentralen Arbeitskreis wurde der Zentralvorstand des Verbandes und aus den Bezirksarbeitskreisen wurden die Bezirksvorstände.
Die Mitgliederzahl des Esperanto-Verbands wuchs von ca. 1500 im Jahr 1981 kontinuierlich auf ca. 1900 im Jahr 1988.  Der Verband und alle Leitungsebenen verjüngten sich weiter.
Der Verband konnte bisher Erreichtes stabilisieren und verfügte nun über eine solide Infrastruktur. Die Veröffentlichung der Zeitschriften und weiterer Publikationen wurde fortgeführt. Die Serien von verschiedenartigen Seminaren wurden fortgeführt. Zu den internationalen Veranstaltungen kamen weitere hinzu: Siehe Abschnitt Internationale Veranstaltungen!
Ab 1981 konnte Esperanto im Fernkurs gelernt werden, geleitet durch Ludwig Schödl und betreut durch eine Gruppe von Mentoren. 1990 erarbeitete und leitete Ulrich Becker einen neuen Fernkurs für GDREA. Die ersten zentralen Prüfungen fanden 1988 statt.
Esperanto und die Interlinguistik konnten sich im Hochschulbereich etablieren. Detlev Blanke habilitierte sich 1985 an der Humboldt-Universität mit einer Dissertation zu den Plansprachen. Im selben Jahr erschien im Akademie-Verlag sein grundlegendes Buch Internationale Plansprachen. 1988 wurde er zum Honorardozenten an der HuB berufen und begann interlinguistische Vorlesungsreihen. An mehreren Universitäten wurden 1988 Esperanto-Kurse möglich. Dazu erschienen Lehrmaterialien. (z. B. in Halle).
Ab 1981 gab es jährlich Schülertreffen, bei deren Organisation Jugendliche eine große Rolle spielten. Beteiligte Pädagogen gründeten 1983 die Kommission Schüler-Arbeitsgemeinschaften Esperanto.
Die Esperanto-Jugend wurde selbständiger, sie wurde ab 1983 die „emanzipatorische Generation“. Jetzt kamen mehr Jugendliche zur Esperanto-Jugend, die eine Alternative zur FDJ suchten.
Zahlreiche Treffen wurden organisiert, beispielsweise das jährliche Zamenhoffest in Bernau (ab 1981), die Radtour DERSFIB, das erste Landesjugendtreffen in Biesenthal, nach dem einige neue Jugendgruppen entstanden.
Im Zuge der politischen Veränderungen in der DDR 1989/90 entstanden statt der bisherigen Bezirksorganisationen von GDREA Landesverbände und die Esperanto-Jugend wurde als Die Esperanto-Jugend eine von GDREA unabhängige Organisation. Die Jugendkommission von GDREA beschloss im November 1989 auf einem Arbeitstreffen die Gründung der DEJ, juristisch wurde sie im Januar 1990 gültig, die Gründungsversammlung fand im April 1990 in der Humboldt-Universität zu Berlin statt. Am 21. Dezember 1990 vereinigte sie sich mit dem Jugendverband des DEB, der Deutschen Esperanto-Jugend.

## Büros von GDREA
Charlottenstraße 60 (1965–1987)
Friedrichstraße 120 (1987–1990)
Otto-Nuschke-Str.1 (heute Jägerstraße) (Oktober 1990 –Januar 1991)
Johannisstr. 2 (Februar bis Mai 1991)

## Landesverbände von GDREA
Nach Bildung der Länder in der DDR im Oktober 1990 wurden statt der Bezirksorganisationen Landesverbände von GDREA gegründet:
Thüringischer Esperanto-Verband, Vors.: Hans Jürg Kelpin (Ehemalige Bezirke Erfurt, Gera, Suhl).
Sächsischer Esperanto-Verband, Vors. Dr. Erich Dieter Krause (Leipzig, Dresden, Karl-Marx-Stadt).
Brandenburgischer Esperanto-Verband, Vors. Rainer Pauli (Ehemalige Bezirke Potsdam, Frankfurt, Cottbus).
Esperanto-Verband Mecklenburg/Vorpommern, gegründet am 16. März 1991 in Stralsund, Vors. Werner Pfennig (Ehemalige Bezirke Neubrandenburg, Schwerin und Rostock).
In Berlin bestand weiter die Ostberliner Esperanto-Gruppe, Vors. Helmut Krone.
Die Esperanto-Liga Sachsen-Anhalt gründete sich unabhängig von GDREA. (Ehemalige Bezirke Halle und Magdeburg)

## Grundsatzdokumente von GDREA
Richtlinie für die Tätigkeit der Esperanto-Freunde im Deutschen Kulturbund, beschlossen am 31. März 1965 auf der 1. Tagung des Zentralen Arbeitskreises Esperanto im Deutschen Kulturbund und vom Präsidium des Kulturbundes bestätigt.
Leitsätze für die Arbeit der Esperantisten in der Deutschen Demokratischen Republik im Deutschen Kulturbund, beschlossen auf der 1. Zentralen Konferenz der Esperantisten der DDR 1972 in Berlin.
Gvidprincipoj de Esperanto-Asocio en Kulturligo de GDR (Leitsätze des Esperantoverbandes im Kulturbund der Deutschen Demokratischen Republik), beschlossen auf der 3. Zentralen Konferenz der Esperantisten im Kulturbund der DDR im Mai 1981 in Karl-Marx-Stadt.
Statut des Esperanto-Verbandes/GDREA im Kulturbund e.V., beschlossen auf der 5. Zentralen Konferenz des Esperanto-Verbandes im Kulturbund e.V.im Dezember 1991 in Berlin.
Vereinigungsvertrag, unterzeichnet im Mai 1991 in München. Es wurde festgestellt, dass GDREA kein eigenes Vermögen besaß, dass der Verband mit dem Vermögen des Kulturbundes gearbeitet hat.

## Leitungsorgane

### Zentraler Arbeitskreis Esperanto
Der Zentrale Arbeitskreis Esperanto wurde 1965 mit 11 Mitgliedern  durch das Präsidium des Kulturbundes berufen. Ab 1966 wurden die Vorsitzenden der Bezirksarbeitskreise zu den ZAKE-Tagungen eingeladen, später waren sie ex officio Mitglieder des ZAKE.
Seine Aufgaben sind so formuliert: „Der Zentrale Arbeitskreis der Esperantofreunde im DKB koordiniert die Tätigkeit aller Arbeitskreise, leitet sie an und fördert die Esperantobewegung in der DDR… Es ist seine Aufgabe, die Interessen der Esperantofreunde im internationalen Maßstab wahrzunehmen und Verbindungen zu internationalen und nationalen Verbänden aufzunehmen.“ Während der Zentralen Konferenzen wurde der ZAKE durch Delegierte gewählt, 1972 mit 32 Mitgliedern und 1976 mit 41.
Der ZAKE tagte in den ersten Jahren zwei- bis dreimal im Jahr eintägig (einschließlich An- und Abreise), ab den 1970er Jahren dreimal jährlich eintägig (Anreise am Vortag, Abreise am folgenden Tag).
Ein Arbeitsausschuss des ZAKE von 6–8 Personen kam jeden zweiten Monat zusammen.
Vorsitzende des ZAKE waren 1965–1977 der Diplomat Rudi Graetz, und 1977–1981 der Theaterwissenschaftler Rudolf Hahlbohm.
Sekretäre des ZAKE waren 1965–1967 Eugen Menger, 1967–1968 Raimund Knapp und 1968–1981 Detlev Blanke.

### Zentralvorstand von GDREA
Während der 3. Zentralen Konferenz 1981 wurde nach der Verbandsgründung der Zentralvorstand (ZV) mit 46 Mitgliedern gewählt, während der folgenden Zentralen Konferenzen 1987 ein ZV mit 52 Mitgliedern und 1990 einer mit 47 Mitgliedern. Der ZV tagte dreimal im Jahr ganztägig, der Arbeitsausschuss des ZV von 9 Personen jeden zweiten Monat.
Vorsitzende des ZV waren 1981–1989 der Diiplom-Philosoph Hans Heinel (geb. 1925), 1989–1991 der Sprachwissenschaftler Ronald Lötzsch.
Sekretäre des ZV waren:1981–1990 Detlev Blanke und 1990–1991 der Lehrer Ulrich Becker.

### Vorstand von GDREA
Während der 5. Zentralen Konferenz 1990 wurde statt des Zentralvorstands ein Vorstand von 11 Personen und statt eines Sekretärs ein Geschäftsführer gewählt. Von Dezember bis Juni 1991 war Ronald Lötzsch Vorsitzender und Ulrich Becker Geschäftsführer des Vorstands.

### Jugendkommission (JK)
Die JK wurde im November 1968 gebildet, um die Aktivitäten junger Esperantisten zu koordinieren. Ab 1975 wurde in der JK ein Jugendvorstand gewählt, der die zentrale Arbeit koordinierte, die Esperanto-Jugend im Ausland und z. T. gegenüber politischen Autoritäten vertrat. In aktiven Bezirken gab es einen Bezirksjugendvertreter, der Mitglied im BAKE war.
Vorsitzende der JK waren 1968–1975 Hans Eichhorn, 1975–1978 Rita Krips (verh. Bahalwan), 1978–1985 Michael Lennartz, 1985–1988 Detlef Kraus und 1988–1990 Torsten Bendias.
In der Zeitschrift Der Esperantist wurden anfangs spezielle Jugendseiten.veröffentlicht, ab 1977 gab die Jugendkommission den Junulara Cirkulero (Jugendrundbrief) heraus. Die Ausgaben 50–53 erschienen 1989 und 1990 in der Zeitschrift Die rationelle Sprache.

## Fachgruppen und Kommissionen
Fachgruppen (FG) und Kommissionen wurden in GDREA gebildet, um zielgerichtet mit kompetenten Leuten in verschiedenen Bereichen die Verwendung des Esperanto voranzubringen. Zwischen den Fachgruppen gab es eine Zusammenarbeit, z.B: zwischen der FG Methodik und der FG Interlinguistik zur Erarbeitung eines Hochschullehrbuches Esperanto.
Die Terminara Komisiono veröffentlichte in den 1960er Jahren in Der Esperantist Übersetzungsvorschläge für aktuelle Begriffe ins Esperanto.
Die FG Interlinguistik/Esperantologie wurde 1970 gegründet. Vorsitzende waren 1970–1981 Viktor Falkenhahn (1903–1987), Polonist und Baltist, 1981–1986 Georg Friedrich Meier (1919–1992), Sprach- und Kommunikationswissenschaftler, 1987–1990 Ronald Lötzsch (1931–2018), Slawist und Lexikograph. Sekretär war 1970–1990 Detlev Blanke (1941–2016).
Die Fachgruppe regte wissenschaftliche Studien, grundlegende Veröffentlichungen, fachwissenschaftliche Beiträge und korrekte Lexika-Einträge zur Interlinguistik an und erarbeitete eine Leitbibliografie. Ihre Mitglieder hielten zahlreiche Vorträge vor unterschiedlichen Gremien. 1979 bis 1988 veranstaltete sie neun 2-3-tägige thematische Seminare mit dem Charakter von linguistischen Fachkolloquien in Ahrenshoop (bzw. Zempin) mit insgesamt ca. 300 Teilnehmern, in erster Linie Linguisten, aber auch Pädagogen und einigen Naturwissenschaftlern. Es wurden insgesamt 170 Vorträge geboten.
Themen der Interlinguistischen Seminare: 1 Sprachliche Kommunikation und Interlinguistik.1979. / 2 Die internationale Sprachensituation und Weltsprachen 1980. / 3 Eine Plansprache als Fachsprache.1981./ 4 Formale und semantische Probleme der allgemeinen Lexik und Fachlexik unter interlinguistischem Gesichtspunkt 1982./ 5 Sprachen kontrastiv und unter interlinguistischem Aspekt 1983. / 6 Grundfragen der Interlinguistik und Möglichkeiten plansprachlicher Kommunikation. / 7 Linguistik – Sprachplanung – Plansprachen:  soziolinguistische Aspekte der Interlinguistik 1985. / 8 Aspekte der internationalen Sprachbarriere 1986./ 9 Allgemeine Sprachwissenschaft und Esperantologie 1988.
Die 1991 in Berlin gegründete Gesellschaft für Interlinguistik knüpft an die Tätigkeit dieser Fachgruppe an.
Die FG Methodik des Esperanto-Unterrichts wurde 1976 gegründet. Vorsitzender war Till Dahlenburg, einige Aktive Sabine Fiedler (Leipzig), Ulrich Becker (Berlin), Peter Liebig (Hoyerswerda), Hella Sauerbrey (Berlin).
Die Fachgruppe begutachtete existierende Unterrichtsmittel und erarbeitete neue, beobachtete die internationale Entwicklung des Esperanto- und Fremdsprachenunterrichts, sammelte Material für Studien zum propädeutischen Aspekt des Esperantounterrichts und konzipierte Prüfungsrichtlinien entsprechend den Prüfungsanforderungen für die allgemeinbildende Schule, die Volkshochschule und Hochschule. So fand eine Sprachkundigenprüfung Esperanto gemäß den Anforderungen der Stufe II im Rahmen eines Promotionsverfahrens an der Technischen Hochschule Dresden statt. Die ersten zentralen Prüfungen von GDREA entsprechend den Anforderungen der Stufe I wurden 1988 und 1989 in Berlin abgenommen.
Die FG der Mediziner-Esperantisten wurde 1977 gegründet. Vorsitzender war Giso Brosche. Sie veranstaltete drei Konferenzen: vom 2. bis 3. Dezember 1978 in Schwerin, am 6. August 1980 in Karl-Marx-Stadt und vom 26. bis 28. Februar 1982 in Potsdam. 1985 fand die Internationale Medizinische Esperanto-Konferenz – IMEK in Schwerin statt.
Die FG Fervojistoj Esperantistaj Deutsche Reichsbahn (FFE-DR, Eisenbahner-Esperantisten der Deutschen Reichsbahn) wurde am 26. November 1977 im Bahnhofsgebäude Alexanderplatz gegründet. Vorsitzender war Achim Meinel. Zum Arbeitsausschuss gehörten Achim Meinel, Horst Jassmann, Horst Theurich (Berlin), Heinz Hoffmann (Radebeul). Sie gab von 1979 bis 1992 das Fachblatt: Fervojistaj Novaĵoj (Eisenbahner-Nachrichten) heraus (35 Ausgaben). Ab 1981 wurden Fachwörterlisten auf der Grundlage des Lexikons von Blondeaux veröffentlicht. 1974 hatten schon die Vorbereitungsarbeiten zur Fachgruppengründung unter Leitung von Hans Diedrich (Schwerin) und Achim Meinel (Berlin) begonnen. Die IFEF (Internacia Fervojista Esperanto-Federacio) akzeptierte während ihres 40. Kongresses 1988 in Perpignan (Frankreich) die FFE als kollektives Mitglied. In Verden nahm die FFE erstmals an einem Kongress der GEFA (Germana Esperanta Fervojista Asocio) teil. 1992 wurde die FFE Teil des Bahnsozialwerks der Deutschen Reichsbahn. Am 1. Januar 1993 vereinigte sich die FFE-DR mit der GEFA-DB.
Die Kommission Wissenschaft und Technik beim Zentralvorstand von GDREA wurde 1979 gegründet. Sie bildete den Rahmen für die verschiedenen Fachgruppen. Vorsitzende waren Richard Partecke, später Michael Behr (Leipzig).
Die FG Post wurde am 15. März 1981 im Klub der Intelligenz Leipzig im Rahmen des Messetreffens IFER 81 gegründet. Vorsitzender war Horst Isensee, Aktive waren u. a. Rolf Beau und Rudolf Burmeister. Die FG war Mitglied im Internationalen Esperanto-Verband des Post- und Fernmeldewesens (IPTEA). Sie gab das Fachblatt Poŝtkorno (Posthorn) heraus.
Im Vorfeld der Gründung gab es Kontakte zur Deutschen Post, ein Treffen von ELF/AREK (Esperanto-Ligo Filatelista / Amika Rondo de Esperantaj Kolektantoj) während der IFER 80 in Leipzig und ein Treffen der Post-Esperantisten zur Bildung einer IPTEA-Sektion im Hauptpostamt I Leipzig. Die Fachgruppe initiierte einige Sonderstempel und Ganzsachen der Deutschen Post (z. B. zur IFER 1982). Zum 100. Jubiläum des Esperanto gab die Fachgruppe 1987 eine Serie von 10 Glückwunschkarten mit Umschlag heraus (Gestaltung: Joachim Schulze).
Die FG Computerfachleute leitete als Vorsitzender Michael Behr.
Die Internationale Esperanto-sprachige-Runde der Forstfachleute (Internacia Forstista Rondo Esperantlingva) wurde 1981 gegründet. Vorsitzender war Karl-Hermann Simon, Eberswalde (1930–2011). Sie gab die Fachzeitschrift: Forstista Informilo (Mitteilungsblatt für Fachleute im Forstwesen) 1982 bis 2008 in Englisch, Deutsch und Esperanto heraus. Redakteur war Karl Hermann Simon.
Die Runde erarbeitete eine Terminologie des Forstwesens in mehreren Sprachen. Im Ergebnis dieser Arbeit entstand das Lexicon silvestre, das wohl umfangreichste mehrsprachige Fachwörterbuch des Forstwesens.
Die Kommission Schüler-Arbeitsgemeinschaften Esperanto wurde am 19. Februar 1983 gegründet. Vorsitzender war Fritz Wollenberg. Aktive waren u. a. Edeltraud und Achim Zettier (Prenzlau), Ludwig Schödl (Neuruppin), Elisabeth Boller (Erfurt), Birgit Fiebig (Biesenthal), Gunter Ebert (Stralsund). Nachdem einige Pädagogen 1981 und 1982 in Berlin zwei DDR-Schüler-Esperanto-Treffen veranstaltet hatten, bildeten sie die Kommission, um Erfahrungen zur Arbeit mit Esperanto-Schülergruppen auszutauschen, Materialien dafür zusammenzustellen, altersgerechte Lehrbücher zu beschaffen und die weiteren Treffen zu organisieren (1983–1985 in Berlin und Strausberg, danach in Orten, wo es Schüler-AG gab, insgesamt 10 Treffen). Die Zahl der Arbeitsgemeinschaften in verschiedenen Orten, zum Teil in Schulen, in Häusern der Jungen Pioniere, in Kulturbundklubs und privat erhöhte sich kontinuierlich.

## Ehrenmitglied
Otto Bäßler (1897–1981)

## Auszeichnung
Die Ehrennadel des Zentralen Arbeitskreises Esperanto bzw. von GDREA wurde verliehen ab 1978.

## Veranstaltungen für DDR-Esperantisten

### Zentrale Treffen der Esperantisten im Kulturbund der DDR
Es fanden 5 Zentrale Treffen statt: 26–27. September 1970 in Karl-Marx-Stadt, 1.–2. Juni 1974 in Berlin, 13.–15. Oktober 1978 in Rostock, 28.–30. September 1984 in Dresden, 23.–28. Juni 1990 in Brandenburg. An dem ersten nahmen 200 Delegierte aus 100 Gruppen teil, um die Gründung des ZAKE und seine Beschlüsse nachträglich zu legitimieren. Die Treffen dienten der Diskussion und beinhalteten sowohl fachliche als auch kulturell-künstlerische und touristische Programmpunkte. Beim 5. Treffen ging es um die Vereinigung mit dem Deutschen Esperanto-Bund, dessen Vorsitzender Wolfgang Schwanzer teilnahm.

### Zentrale Konferenzen der Esperantisten im Kulturbund der DDR
Es fanden 5 Zentrale Konferenzen statt: 27.–28. Mai 1972 in Berlin, 5.–7. November 1977 in Leipzig, 22. bis 24. Mai 1981 in Karl-Marx-Stadt, 3.–5. April 1987 in Leipzig, 15. Dezember 1990 in Berlin. Während der Zentralen Konferenzen wurden die Mitglieder des ZAKE bzw. des ZV oder Vorstandes gewählt, grundlegende Beschlüsse gefasst und die Grundsatzdokumente verabschiedet. Während der 5. Zentralen Konferenz wurde das neue Statut und der Anschluss an den DEB beim 69. DEK in München beschlossen.

### Hauptversammlung von GDREA
Bei der Hauptversammlung am 18. Mai 1991 in München wurde der GDREA-Vorsitzende ermächtigt, den Vereinigungsvertrag mit dem DEB zu unterzeichnen.

### Landesjugendtreffen
Das vom 3. bis 6. Oktober in Biesenthal veranstaltete Treffen hatte den Charakter eines Landeskongresses. Es gab ca. 30 parallel geschaltete Programme wie Konzerte, Vorträge, Sport, Workshops für Funkverkehr in Esperanto, Computer, Literatur, Kursdidaktik, Publik Relations u. a. „Aus Biesenthal erwuchsen eine Reihe neuer Protagonisten und viele Aktivitäten.“

### Seminare
GDREA organisierte ca. 50 Kursleiterseminare, beginnend im April 1968 in Oybin, mehr als 20 methodisch-pädagogische Seminare, ca. 20 jugendspezifische Veranstaltungen, etwa 20 Intensivkurse mit ausländischen Lektoren, 50 sprachintensive Wochenendseminare und 9 Interlinguistik-Seminare in Ahrenshoop 1979–1989 (Siehe Fachgruppe Interlinguistik/Esperantologie).

## Internationale Veranstaltungen
GDREA lud ein zu 7 internationalen Fachseminaren in Ahrenshoop bzw. Bad Saarow: 1 Wissenschaftliche Aspekte des Esperanto 1978 / 2 Gesellschaftspolitische Aspekte der Esperanto-Bewegung 1979. / 3 Planungsprobleme von UEA 1981 / 4 Anwendung des Esperanto in Wissenschaft und Technik / 5 Probleme der Methodik des Esperantounterrichts für Erwachsene 1985. / 6 Historische und soziologische Aspekte der Sprachgemeinschaft des Esperanto / 7 An der Schwelle des zweiten Jahrhunderts – Sprache und Sprachgemeinschaft – was erhalten und was verändern?
Internationale Jugendtreffen fanden statt in Phöben 1980 und in Rathenow 1981 (IJEL-Internationale Jugend-Esperanto-Schule).
Jährliche internationale Veranstaltungen
IJT - Internacia Junulara Tendaro (Internationales Jugendlager) auf dem Campingplatz Rabenstein bei Karl-Marx-Stadt ab 1970.
IREBIK – Internationales Esperanto-Treffen bei Berlin auf dem Internationalen Campingplatz am Krossinsee ab 1976.
IFER – Internacia Foira Esperanto-Renkontiĝo (Internationales Esperanto-Messetreffen) in Leipzig ab 1978.
ITREE – Internacia Turisma Renkontiĝo de Esperantistoj en Ercmontaro (Internationales Treffen der Esperantisten im Erzgebirge) ab 1978
SEFT - Somera Esperanta Familia/Feria Tendaro (Esperanto-Sommer-Familien/Ferienlager) ab 1978
PoSET – Potsdama Somera Esperantista Tendaro (Potsdamer Esperanto-Sommerlager) ab 1985.
Werkstatttage der Esperanto-Kultur in Halle/Arta Semajno ab 1986.

## Veröffentlichungen

### Zeitschriften
- Der Esperantist, erschien 1965–1990, 164 Hefte mit insgesamt 3728 Seiten (Auflage 5000 Exemplare). 1987 erschien ein deutschsprachiges Sonderheft zum 100-jährigen Jubiläum des Esperanto. Verantwortliche Redakteure: Eugen Menger: Ausgabe 1–2/1965 bis 40–41/1970, Detlev Blanke: ab Ausgabe 42/1970.

- Cirkulero de GDREA – 6 Hefte

- PACO, erschien jährlich 1966–1989, 24 Hefte (944 A4-Seiten)

- Die Bezirksarbeitskreise veröffentlichten eigene bezirkliche Mitteilungsblätter: Berlina Informilo (Ostberlin), Balta Maro-Informilo (Rostock 1966–), Dresdena Esperanto-Informilo, Erfurta Esperanto-Informilo, Esperanto-Informilo, (Leipzig), Esperanto-panoramo (Neubrandenburg), Komuna Esperanto-Informilo / Saksa Kuriero 1985–1990 (Leipzig und Halle), Novaĵoj el Halle / Die rationelle Sprache (Halle), Stralsundaj frekvencoj (Stralsund).[59]

### Lehr- und Lernmittel
- Ludwig Schödl: Wir lernen Esperanto sprechen, gekürzter Nachdruck der Ausgabe von 1967 (Enzyklopädie-Verlag Leipzig, 1. Nachdruck, Zentraler Arbeitskreis Esperanto im Kulturbund der DDR, Berlin 1972, 145 S., 2. Nachdruck 1975.)

- Hermann Göhl: Ausführliche Sprachlehre des Esperanto. Lehr- und Nachschlagewerk für Fortgeschrittene. (Fotomech. Nachdruck der Ausgabe von 1932). Zentraler Arbeitskreis Esperanto im Kulturbund der DDR, Berlin 1973, 296 S. (2. Auflage 1989)

- Ulrich Becker: Korrespondenzkurs Esperanto. 10 Lektionen und eine Wortliste Esperanto-Deutsch, Esperanto-Verband im Kulturbund e. V., Berlin 1990, 55 S.

- Detlev Blanke (Red.): Esperanto. Lingvo, movado, instruado. Zentraler Arbeitskreis Esperanto im Kulturbund der DDR, Berlin 1976, 187 S.

- Till Dahlenburg: Begleitmaterial für Kursleiter zum „Taschenlehrbuch Esperanto“ von Till Dahlenburg und Peter Liebig (Verlag Enzyklopädie Leipzig 1978). Zentraler Arbeitskreis Esperanto im Kulturbund der DDR, Berlin 1978, 74 S.

- Till Dahlenburg: Begleitmaterial zum Selbstunterricht zum „Taschenlehrbuch Esperanto“ von Till Dahlenburg und Peter Liebig (Verlag Enzyklopädie Leipzig 1978). Zentraler Arbeitskreis Esperanto im Kulturbund der DDR, Berlin 1979, 74 S. (Korrigierter Nachdruck 1983)

### Liederbücher
- Ludwig Schödl / Harald Micheel: ni kantas esperante 1. Zentraler Arbeitskreis Esperanto im Kulturbund der DDR, Berlin: 1972, 24 S.

- Ludwig Schödl / Harald Micheel: ni kantas esperante 2. Zentraler Arbeitskreis Esperanto im Kulturbund der DDR, Berlin 1973, 24 S.

- Ludwig Schödl: ESPERANTO - Ni kantas. Zentraler Arbeitskreis im Kulturbund der DDR, Berlin, 1980, 58 S. (2. Auflage 1989).

### Wissenschaftliche Schriften
- Detlev Blanke (Red.): La internacia lingvo - sciencaj aspektoj. Zentraler Arbeitskreis Esperanto im Kulturbund der DDR, Berlin 1979, 237 S.

- Detlev Blanke: Esperanto und Wissenschaft. (Zur Plansprachenproblematik). Mit einem Vorwort von Georg F. Meier und Beiträgen von Till Dahlenburg und Martin Schüler. Esperanto-Verband im Kulturbund der DDR, Berlin 1982, 88 S. (1. Auflage). (2. Auflage 1986)

- Ino Kolbe: Zur Geschichte des Deutschen Arbeiter-Esperanto-Bundes in Leipzig Teil 1. Von den Anfängen bis zum „Völkerspiegel“ (1924). Herausgegeben, kommentiert und bearbeitet von Detlev Blanke. Esperanto-Verband im Kulturbund e. V., Berlin: 1991, 64. S. + VIII S. Ill.

- Detlev Blanke: Skizze der Geschichte des Esperanto-Verbandes in der Deutschen Demokratischen Republik. Aus dem Esperanto ins Deutsche übertragen von Ino Kolbe. Esperanto-Verband im Kulturbund e. V., Berlin 1991, 62 Seiten.

## Von GDREA initiierte Veröffentlichungen

### Veröffentlichungen in deutschsprachigen Zeitschriften
Esperanto-Serie von Paul Lindner (Folgen 1–185) und Peter Levsen=Detlev Blanke (Folgen 186–705). In: Der Morgen.(Tageszeitung der LDPD). Die Serie startete 1965 als Kurs und brachte danach Beiträge zu esperantosprachlichen und esperantokulturellen Themen. Die Folgen erschienen anfangs wöchentlich, ab 1969 alle zwei Wochen. Nach der Erkrankung von Paul Lindner und seinem Tod 1969 setzte Detlev Blanke die Serie unter dem Pseudonym Peter Levsen fort, bis die Zeitung 1990 ihr Erscheinen einstellte.

### Zeitschrift in Esperanto
Amikeco (Blindenschrift), Deutsche Bücherei für Blinde und Sehschwache, Leipzig 1971–1974, vierteljährlich.

### Weitere Veröffentlichungen
GDREA unterstützte die Herausgabe von Esperanto-Lehrbüchern, -Wörterbüchern und -Literatur in verschiedenen Verlagen und von Prospekten von Museen, Gedenkstätten, Ausstellungen und Informationszentren.
- Erich-Dieter Krause. Wörterbuch Esperanto-Deutsch. Verlag Enzyklopädie, Leipzig 1967, 190 S.

- Erich-Dieter Krause: Deutsch-Esperanto Taschenwörterbuch. Verlag Enzyklopädie, Leipzig 1971, 279 S.

- Till Dahlenburg/Peter Liebig: Taschenlehrbuch Esperanto, Verlag Enzyklopädie, Leipzig 1978

- Erich-Dieter Krause: Wörterbuch Deutsch-Esperanto. Verlag Enzyklopädie, Leipzig 1983, 596 S; 2. Auflage bei Langenscheidt, 1993.

- Erich-Dieter Krause und Detlev Blanke: Konversationsbuch Deutsch-Esperanto, Verlag Enzyklopädie Leipzig 1990; 2. Auflage 1998 bei IEM in Wien, ISBN 3-901752-13-7.

- Germana Demokratia Respubliko – bildoj kaj faktoj. Zeit im Bild, Dresden 1969.

- Helmut Klein und Wolfgang Reischock: Klereco por hodiaŭ kaj morgaŭ. Verlag Zeit im Bild, Dresden 1970

- DDR - Por tutmonda libera komerco kaj scienca-teknika progreso. Interwerbung GmbH (Hrsg.), Verlag Zeit im Bild, Dresden 1972.

- Junularo. Magazino el Germana Demokratia Respubliko. Verlag Zeit im Bild, Dresden 1972

- iga – erfurt – DDR. Internacia Hortikultura ekspozicio de Germana Demokratia Respubliko Erfurt. Internationale Gartenbauausstellung der DDR, Erfurt 1973.

- Rennsteig-Ĝardeno Oberhof. Botanika Ĝardeno kun montara flaŭro, Kulturligo de GDR – Bezirksleitung. 1978

- Rostock. Rostock-Information, Ostsse-Druck, Rostock 1974.

- 7 tagojn en Rostock. Rostock-Information, Ostsee-Druck, Rostock 1979

- Eduard Ullmann (Red.): Sachsenhausen. Grafik Annemarie Toberenz, 1980

- Herbert Londershausen kaj Barbara Spindler (red.): MALGRANDA GVIDILO TRA LA PARKO DE SANSSOUCI. Generaldirektion der Staatlichen Schlösser und Gärten Potsdam Sanssouci (eld). 1-a eldono, Pocdamo 1987, kun koloraj fotoj.

- Naturprotektado en GDR. agra markkleeberg 1988

- Karl-Heinz Schulz und Helga Kleist: La Agrikulturo de Germana Demokratia Respubliko – NOMBROJ KAJ FAKTOJ. Grafische Gestaltung: Joachim Schulze, Übersetzung: Erich-Dieter Krause, Agrikultura Espozicio de GDR Markkleeberg 1988.

- LA AGRIKULTURA EKSPOZICIO DE GDR. agra Informationen, Agrikultura Ekspozicio de GDR Markkleeberg 1989.

### Sonderblock, Sonderstempel und Ganzsachen-Postkarten der Deutschen Post (DDR)
- Ein Sonderblock zum Jubiläum 100 Jahre Esperanto erschien 1987 in einer Auflage von 2,3 Millionen Exemplaren. Der Graphiker Ekkehard Haller war der Schöpfer, Berater war Rudolf Burmeister, der die Text- und Bildvorlagen lieferte.

- 41 postalische Sonderstempel erschienen, der erste 1967 in Karl-Marx-Stadt zu 80 Jahre Esperanto, der letzte 1990 zum 5. Zentralen Treffen der DDR-Esperantisten in Brandenburg.

- 65 Ganzsachen-Postkarten erschienen mit Esperanto-Zudruck mit Auflagen zwischen 2000 und 5000 Stück.[60]